# Geomyidae
Géomyidés, Gaufres à poche, Rats à poche, Saccophore
Famille
Les  Géomyidés (Geomyidae) sont une famille de rongeurs appelés géomys, gaufres à poche,, rats à poche ou encore saccomys ou saccophore (étymologiquement resp., « souris à sac » et « porteur de sac »), en raison de leurs grandes abajoues.
Cette famille a été décrite pour la première fois en 1845 par le zoologiste Charles-Lucien Bonaparte (1803-1857), l'un des neveux de Napoléon Bonaparte.

## Caractéristiques

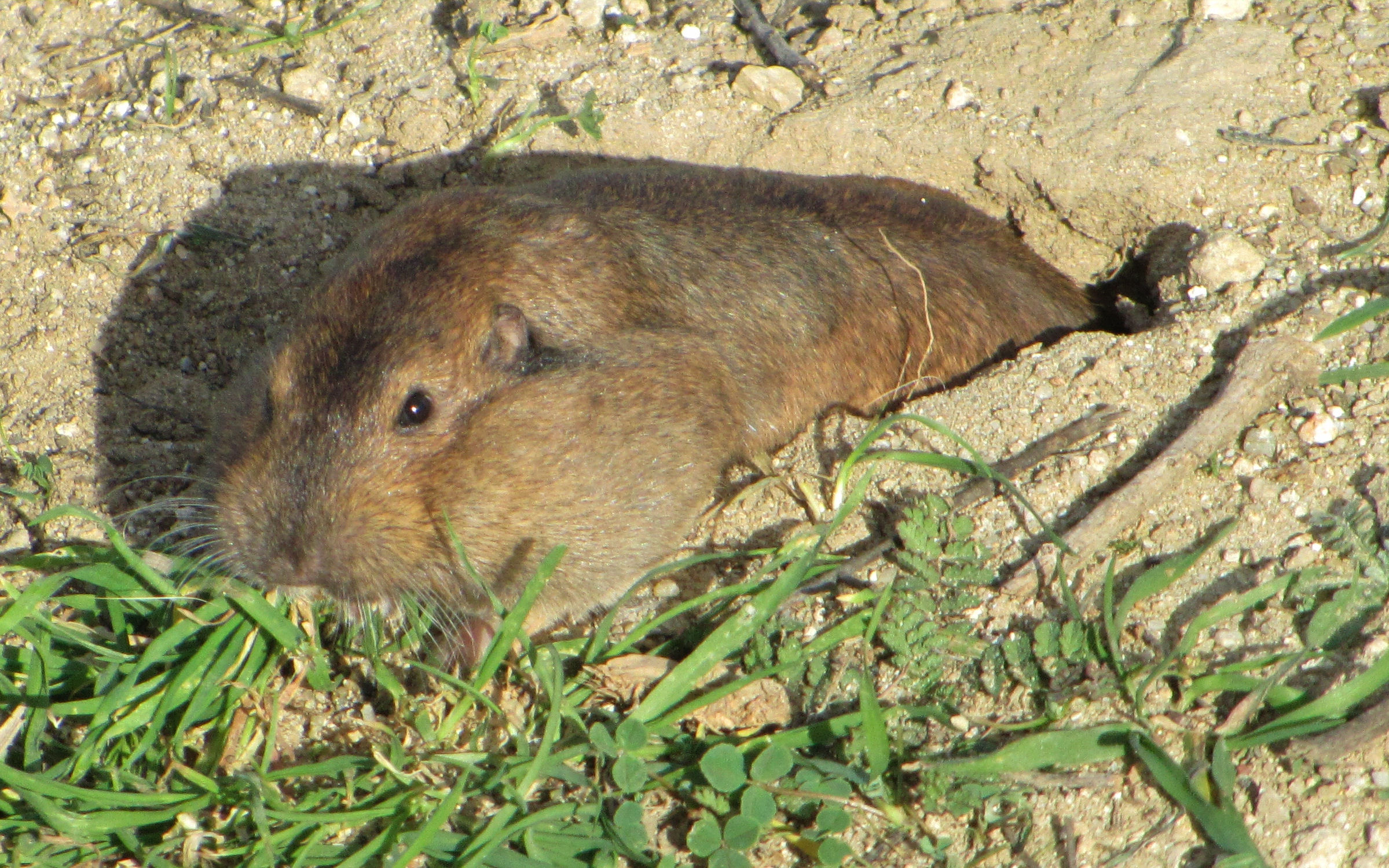
Thomomys bottae avec les abajoues pleines.

Leurs abajoues s'ouvrent vers l'extérieur et servent à stocker la nourriture ; ils les vident à l'aide de leurs pattes de devant.
Ils sont originaires d'Amérique centrale et d'Amérique du Nord.

## Liste des genres et éventuels sous-genres
La classification taxinomique de cette famille varie selon les bases de référence. Certains auteurs distinguent plusieurs sous-genres aux genres Orthogeomys et Thomomys.

## Liste des genres
Selon Mammal Species of the World (version 3, 2005)  (1 juin 2016), ITIS (1 juin 2016) et NCBI (1 juin 2016) :
- genre Cratogeomys Merriam, 1895
- genre Geomys Rafinesque, 1817
- genre Orthogeomys Merriam, 1895
- genre Pappogeomys Merriam, 1895
- genre Thomomys Wied-Neuwied, 1839
- genre Zygogeomys Merriam, 1895 - genre monotypique : Zygogeomys trichopus

Selon Paleobiology Database (5 nov. 2012) :
- genre Cratogeomys
- Entoptychinae
- genre Geomys
- genre Microdipodops
- genre Mojavemys
- genre Nerterogeomys
- genre Orthogeomys
- genre Pappogeomys
- genre Parapliosaccomys
- genre Phelosaccomys
- genre Pliogeomys
- genre Pliosaccomys
- genre Progeomys
- genre Reynoldsomys
- genre Tenudomys
- genre Thomomys
- genre Zygogeomys